# Bandcamp
Bandcamp är en amerikansk webbplats som lanserades 2008. Den fungerar som en e-handelsplattform där artister och skivbolag kan ladda upp musik som kan säljas och strömmas. Priserna bestäms av skivbolagen och artisterna själva.

## Historia
Bandcamp startades 2008 av Ethan Diamond och Shaun Greenberger. Den största dåvarande konkurrenten, för marknadsföring av musik på Internet, var Myspace.
Plattformen fick stor uppmärksamhet 2010, när Amanda Palmer bestämde sig för att sluta ge ut musik via skivbolag och istället sälja skivor direkt via Bandcamp, med hjälp av marknadsföring via Twitter. Hon har senare tagit även tagit hjälp av gräsrotsfinansiering för sina produktioner. Fram till 2015 beräknades det att motsvarande 100 miljoner US-dollar tjänats av samarbetande artister, under Bandcamps första åtta år.
2015 lanserade Bandcamp en egen tjänst för gräsrotsfinansiering, som ett alternativ till tjänster som Kickstarter, Patreon och spanska Verkami.

## Betydelse
Bandcamp har främst blivit framgångsrik hos artister med mindre omsättning och lägre försäljningssiffror. Den har genom åren fått ett varierat utbud, inklusive olika artister från olika undergroundscener.
Vissa anser att Bandcamp och andra liknande e-handelstjänster bidrar till att minska piratnedladdningen av musik.